# TVI África
A TVI África é um canal de televisão português totalmente dedicado aos PALOP, tendo sido o segundo canal da TVI de âmbito internacional. As suas transmissões foram iniciadas a 3 de outubro de 2015, no mesmo dia em que a estação de televisão anuncia também o canal TVI Reality. Ao contrário da TVI Internacional, disponível em diversos continentes, a TVI África é emitida apenas no território do continente africano, na posição 516 da grelha de canais da operadora DStv em Angola e Moçambique. À data de 2025, a TVI África passou a estar disponível como canal FAST, unicamente no TVI Player, o serviço de streaming da TVI, ficando também disponível em Portugal.  
À data de 2025, o canal apenas exibe entretenimento, não possuindo produção própria nem transmitindo telenovelas.  

## Direção
Diretor-Geral: Nuno Santos 

## Programação
A TVI África traz ao continente africano conteúdos exclusivos e a melhor oferta premium da TVI. Até 2020, transmitiu também os mesmos serviços informativos da TVI, como o Jornal das 8 e o Jornal da Uma. O lançamento do canal contou como apostas principais a telenovela Santa Bárbara e o reality-show A Quinta, em transmissão exclusiva e simultânea com Portugal. Convidado pela TVI, Larama da Silva (1977 ou 1978 - 2020), vencedor do Big Brother Angola 1 e participante d'A Quinta, também foi uma das outras principais apostas para a promoção do canal.

### Entretenimento
- 2016 - MasterChef - Portugal
- 2015 - 2020 - Todos Iguais
- 2015 - Câmara Exclusiva
- 2016 - The Money Drop
- 2016 - Juntos Fazemos a Festa
- 2016 - Secret Story 6
- ? - 2020 - Querido, Mudei a Casa!
- ? - 2020 -  Mental Samurai
- ? - 2020 - Conta-me como És
- ? - 2020 - Autores
- 2025 - Conta-me

### Novelas
| Exibição  | Título               |
| --------- | -------------------- |
| 2015-2016 | Santa Bárbara        |
| 2015-2016 | Mundo ao Contrário   |
| 2015-2016 | I Love It            |
| 2016      | O Beijo do Escorpião |
| 2016      | Olhos de Água        |
| 2016-2017 | Doida Por Ti         |
| 2016-2017 | Filha do Mar         |
| 2016-2017 | Mulheres             |
| 2016-2017 | A Impostora          |
| 2017-2018 | Amanhecer            |
| 2017-2018 | Doce Tentação        |
| 2017-2018 | Ouro Verde           |
| 2017-2018 | Jogo Duplo           |
| 2018      | Saber Amar           |
| 2020      | A Única Mulher       |
| 2020      | Massa Fresca         |
| 2020      | Belmonte             |
| 2020      | Prisioneira          |

### Séries
- 2015 - Destino Imortal
- 2015 / 2025 -  Casos da Vida
- 2015 - 2020 /2025  - Os Batanetes
- 2015-2016 - A Jóia de África
- 2017 - Jacinta
- 2018 - Destino Imortal
- 2018 - Dias Felizes
- 2018 - O Amor é um Sonho
- 2018 - O Dom
- 2018 - Redenção